# Liste des musées du Sussex de l'Est
Cette liste des musées du Sussex de l'Est, Angleterre contient des musées qui sont définis dans ce contexte comme des institutions (y compris des organismes sans but lucratif, des entités gouvernementales et des entreprises privées) qui recueillent et soignent des objets d'intérêt culturel, artistique, scientifique ou historique. leurs collections ou expositions connexes disponibles pour la consultation publique. Sont également inclus les galeries d'art à but non lucratif et les galeries d'art universitaires. Les musées virtuels ne sont pas inclus.

## Musées
| Nom                                          | Image | Ville             | District          | Type              | Résume |
| -------------------------------------------- | ----- | ----------------- | ----------------- | ----------------- | --- |
| 1066 Battle Of Hastings, Abbey & Battlefield |       | Battle            | Rother            | Histoire          | Géré par l'English Heritage, comprend les ruines de l'abbaye, un centre du visiteur, site de la bataille                                                                      |
| Alfriston Clergy House                       |       | Alfriston         | Wealden           | Maison historique | Géré par le National Trust, maison du XIVe siècle avec un toit de chaume |
| Anne of Cleves House                         |       | Lewes             | Lewes             | Maison historique | maison du XVe siècle avec mobilier et éléments décoratifs de différentes périodes                                                                                             |
| Bateman's                                    |       | Burwash           | Rother            | Maison historique | Géré par le National Trust, maison du XVIIe siècle propriété de Rudyard Kipling, comprend un moulin à eau en activité                                                         |
| Battle Museum of Local History               |       | Battle            | Rother            | Local             | website, histoire locale, préhistoire, Romain, Moyen-Age, XVIIe et XVIIIe siècles, industrie locale comme fer, cuir et poudre à canon                                         |
| Bentley Wildfowl and Motor Museum            |       | Halland           | Wealden           | Multiple          | Maison palladienne avec mobilier, musée de l'automobile, jardins, réserve naturelle, train à vapeur, bois                                                                     |
| Bexhill Museum                               |       | Bexhill-on-Sea    | Rother            | Multiple          | Histoire locale, histoire naturelle, mode, dinosaures, âge de pierre, ancienne Egypte, histoire militaire                                                                     |
| Bluebell Railway                             |       | Fletching         | Lewes             | Transport         | Chemin de fer historique avec musée dans la Sheffield Park railway station |
| Château de Bodiam                            |       | Robertsbridge     | Rother            | Maison historique | Géré par le National Trust, Chateau en ruine du XIVe siècle et entouré de douves, reconstitution historique régulière                                                         |
| Booth Museum of Natural History              |       | Brighton          | Brighton et Hove  | Histoire naturel  | Dioramas de style victorien d'oiseaux britanniques dans leur habitat, papillons, fossiles britanniques, os d'animaux                                                          |
| Brede Waterworks (en)                        |       | Brede             | Rother            | Technologie       | Approvisionnement en eau avec machines à vapeur en ordre de marche |
| Brighton Fishing Museum                      |       | Brighton          | Brighton et Hove  | Maritime          | Industrie locale de pêche, bateaux |
| Brighton Museum & Art Gallery                |       | Brighton          | Brighton et Hove  | Multiple          | Art, arts décoratifs, histoire naturelle, marionnettes, mode, artisanat égyptien, histoire locale                                                                             |
| Brighton Toy and Model Museum                |       | Brighton          | Brighton et Hove  | Jouet             | Jouets, poupées, modèles réduits de train, marionnettes, jeux d'arcade |
| British Engineerium                          |       | Hove              | Brighton et Hove] | Technologie       | Station de pompage victorienne avec machines à vapeur, musée en cours d'élaboration                                                                                           |
| Charleston Farmhouse                         |       | Firle             | Lewes             | Maison historique | Maison de campagne du Bloomsbury Group, décorations intérieures par Duncan Grant et Vanessa Bell, galerie d'art et d'art décoratif                                            |
| De La Warr Pavilion                          |       | Bexhill-on-Sea    | Rother            | Art               | Centre d'art contemporain |
| Ditchling Museum of Art & Craft              |       | Ditchling         | Lewes             | Art               | website, art local, artisanat et arts appliqués |
| Eastbourne Heritage Centre                   |       | Eastbourne        | Eastbourne        | Local             | website, géré par l'Eastbourne Society |
| Eastbourne RNLI Museum                       |       | Eastbourne        | Eastbourne        | Maritime          | website, histoire du secours en mer, géré par la Royal National Lifeboat Institution                                                                                          |
| Fabrica                                      |       | Brighton          | Brighton et Hove  | Art               | website, localisé dans une ancienne église, expositions d'art contemporain |
| Farley Farm House                            |       | Chiddingly        | Wealden           | Art               | Maison du photographe Lee Miller et biographe de Picasso, Roland Penrose, exposition d'art surréaliste et moderne                                                             |
| Firle Place                                  |       | Firle             | Lewes             | Maison historique | Manoir du XVIIIe siècle avec œuvres d'art et mobilier, jardins |
| Flower Makers' Museum                        |       | Hastings          | Hastings          | Textile           | information, Outillage original pour le commerce et la fabrication de fleurs artificielles                                                                                    |
| Glynde Place                                 |       | Glynde            | Lewes             | Maison historique | Manoir élizabethain , jardins |
| Grange Museum & Art Gallery                  |       | Rottingdean       | Brighton et Hove  | Multiple          | website, histoire locale , art |
| Great Dixter                                 |       | Northiam          | Rother            | Maison historique | Manoir médiéval en colombage, jardins |
| Hastings Fishermen's Museum                  |       | Hastings          | Hastings          | Maritime          | Industrie locale de la pêche, bateaux, The Stade |
| Hastings History House                       |       | Hastings          | Hastings          | Local             | website, histoire locale , géré par la Old Hastings Preservation Society |
| Hastings Lifeboat Station                    |       | Hastings          | Hastings          | Maritime          | website, centre du visiteur avec film |
| Hastings Museum and Art Gallery              |       | Hastings          | Hastings          | Multiple          | Art, histoire locale , art et artisanat du sous-continent indien, arts décoratifs, histoire naturelle, artisanat amérindien                                                   |
| Heritage Mill, North Chailey                 |       | Chailey           | Lewes             | Mill              | Moulin à vent du début du XIXe siècle |
| Hove Museum and Art Gallery                  |       | Hove              | Brighton et Hove] | Multiple          | Art, artisanat contemporain, histoire locale, jouets, matériel des débuts du cinéma                                                                                           |
| How We Lived Then                            |       | Eastbourne        | Eastbourne        | Histoire          | website, authentiques magasin de la période victorienne |
| Jerwood Gallery                              |       | Hastings          | Hastings          | Art               | Galerie d'art contemporain, collection d'art britannique des XXe et XXIe siècles                                                                                              |
| Kent and East Sussex Railway                 |       | Northiam          | Rother            | Rail              | Chemin de fer historique, accessible à la gare de Northiam |
| Lamb House                                   |       | Rye               | Rother            | Maison historique | Géré par le National Trust, maison du XVIIIe siècle en lien avec la littérature dont Henry James, E.F. Benson et Rumer Godden                                                 |
| Lavender Line                                |       | Isfield           | Wealden           | Rail              | Chemin de fer historique et exposition de modèles réduits à la Isfield railway station                                                                                        |
| Lewes Castle                                 |       | Lewes             | Lewes             | Histoire          | Motte du XIe siècle et château, musée d'archéologie et de la vie au Moyen Âge, modèle réduit de la ville de Lewes                                                             |
| Mechanical Memories Museum                   |       | Brighton          | Brighton et Hove  | Amusement         | website, Anciennes machines à sous |
| Michelham Priory                             |       | Upper Dicker      | Wealden           | Open air          | Maison médiévale avec mobilier de différentes époques, moulin à eau, expositions d'art, jardins, musée sur la fabrication des cordes                                          |
| Monk's House                                 |       | Rodmell           | Lewes             | Maison historique | Géré par le National Trust, maison du XVIIIe siècle résidence de Virginia Woolf et de son mari Leonard Woolf, liens avec le Bloomsbury Group                                  |
| Newhaven Fort                                |       | Newhaven          | Lewes             | Militaire         | Fort de l'époque napoléonienne et Martello tower, histoire militaire, Première Guerre mondiale et Seconde Guerre mondiale                                                     |
| Newhaven Museum                              |       | Newhaven          | Lewes             | Multiple          | website, histoire locale, matériel marin géré par la Newhaven Historical Society                                                                                              |
| Nutley Windmill                              |       | Nutley            | Wealden           | Mill              | Moulin à vent du début du XIXe siècle |
| Observatory Science Center                   |       | Herstmonceux      | Wealden           | Science           | website, localisé dans le domaine de Herstmonceux Castle |
| Old Police Cells Museum                      |       | Brighton          | Brighton et Hove  | Police            | Histoire de la police du Sussex, situé dans les caves de l'hôtel de ville de Brighton                                                                                         |
| Ovenden's Mill                               |       | Polegate          | Wealden           | Mill              | Moulin à vent du début du XIXe siècle |
| Paradise Park, Newhaven                      |       | Newhaven          | Lewes             | Histoire naturel  | website, dinosaures, fossiles, géologie, jardins, botanique |
| Pevensey Court House Museum                  |       | Pevensey          | Wealden           | Local             | website, localisé dans une ancienne cour de justice, comprend des cellules et terrain d'entraînement, histoire locale                                                         |
| Preston Manor, Brighton                      |       | Brighton          | Brighton et Hove  | Maison historique | Manoir edwardien du début du XXe siècle |
| Redoubt Fortress & Military Museum           |       | Eastbourne        | Eastbourne        | Militaire         | Fort de l'époque napoléonienne, histoire militaire, comprend des collections du The Royal Sussex Regiment, Queen's Royal Irish Hussars, véhicules, armes, uniforms, médailles |
| Regency Town House                           |       | Hove              | Brighton et Hove] | Local             | website, maison de ville des années 1820 axée sur l'architecture et l'histoire sociale de Brighton et Hove entre les années 1780 et 1840                                      |
| Royal Pavilion                               |       | Brighton          | Brighton et Hove  | Maison historique | Ancien refuge royal du bord de mer du début du XIXe siècle, construit dans un style indo-sarrasin avec une décoration somptueuse et un mobilier chinois                       |
| Rye Art Gallery                              |       | Rye               | Rother            | Art               | website, information |
| Rye Castle Museum                            |       | Rye               | Rother            | Multiple          | Comprend la Tour d'Ypres du château médiéval et le site de East Street avec exposition d'histoire locale                                                                      |
| Rye Heritage Centre                          |       | Rye               | Rother            | Local             | website, histoire locale avec son et lumière, collection de travail de vieilles machines de divertissement pour pier                                                          |
| Seaford Museum                               |       | Seaford           | Lewes             | Local             | Situé dans une Martello tower, histoire locale, armée, magasins et salles à manger d'époque, articles ménagers, train miniature, patrimoine maritime                          |
| Shipwreck Museum                             |       | Hastings          | Hastings          | Maritime          | website, artefacts provenant d'épaves de navires, de roches et de fossiles locaux, changements de la côte, défense du littoral                                                |
| Stanmer Rural Museum                         |       | Stanmer           | Brighton et Hove  | Agriculture       | website, artefacts de la vie rurale, outils et équipement agricoles, chariots, forge reconstituée, articles ménagers, géré par la Stanmer Preservation Society                |
| Stone Cross Windmill                         |       | Stone Cross       | Wealden           | Mill              | Moulin à vent de la fin du XIXe siècle |
| Towner                                       |       | Eastbourne        | Eastbourne        | Art               | Musée d'art contemporain et galerie |
| Volk's Electric Railway                      |       | Brighton          | Brighton et Hove  | Rail              | Chemin de fer du patrimoine qui longe le front de mer de Brighton |
| West Blatchington Windmill                   |       | West Blatchington | Brighton et Hove  | Mill              | Moulin à vent du début du XIXe siècle |
| Winchelsea Court Hall Museum                 |       | Winchelsea        | Rother            | Local             | website, histoire locale, cartes, modèles, images, sceaux, poterie locale et objets de la vie quotidienne                                                                     |
| Windmill Hill Mill                           |       | Herstmonceux      | Wealden           | Mill              | Moulin à vent du début du XIXe siècle |

## Musée fermé
- Musgrave Museum, Eastbourne, vie de saint Paul[1]
- Yesterday's World, Battle fermé en 2015[2]